# Dongduk Women’s University
Dongduk Women’s University ist eine private Universität in Seoul, Südkorea. Sie hat rund 6.200 Studenten und beschäftigt zirka 170 Professoren.

## Geschichte
Die Schule wurde 1950 als Dongduk Women’s College (동덕여자대학) eröffnet, eine Schule mit vierjährigem Curriculum. 1967 wurde sie an den heutigen Ort verlegt. Das College bekam 1980 die Erlaubnis, eine Graduiertenschule zu eröffnen und bekam 1987 den Status einer Universität. Die letzte akademische Reorganisation wurde 2003 durchgeführt.